# W.A.R.P. The Reluctant Assassin (livro)

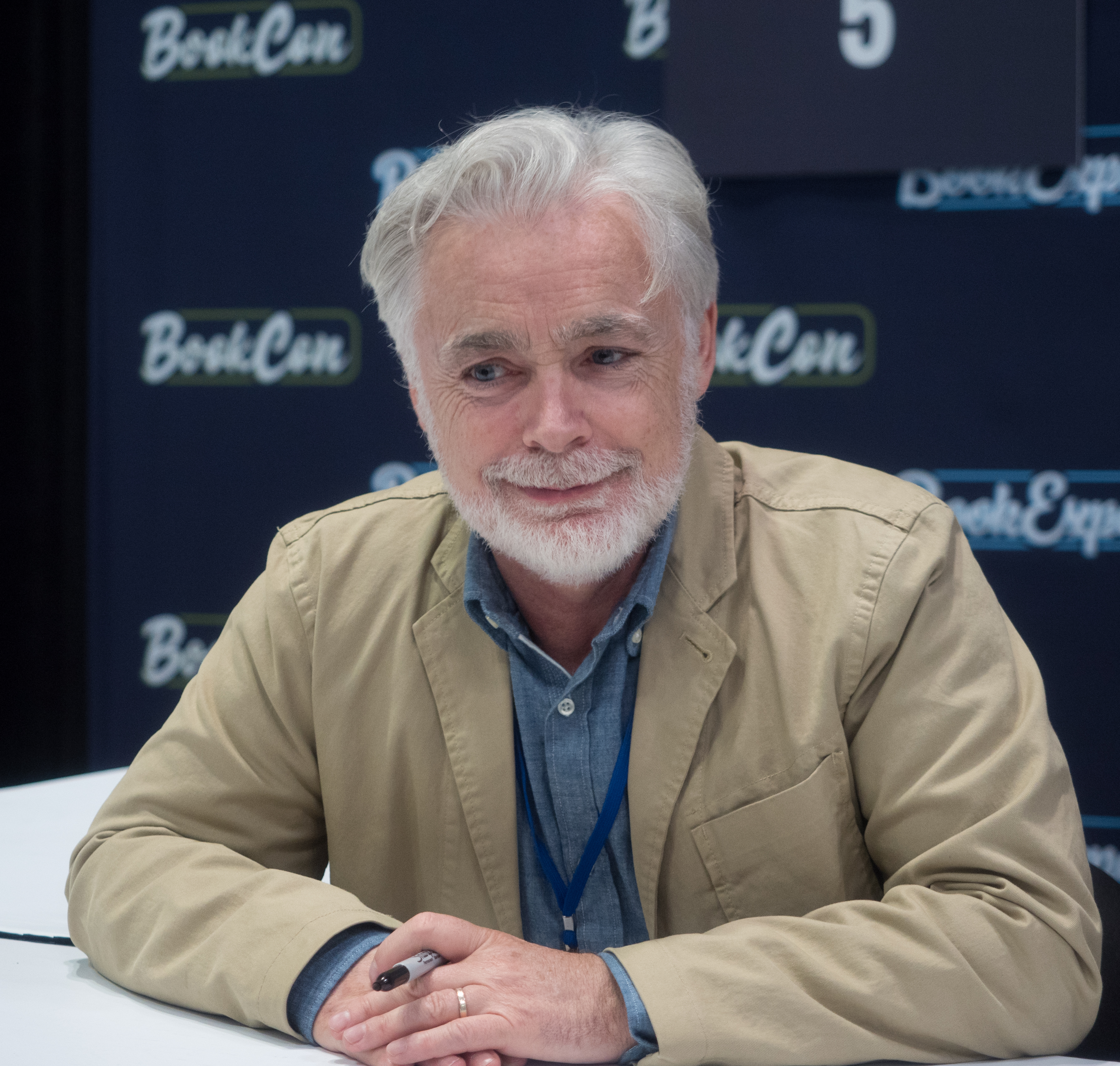
Autor de W.A.R.P: The Reluctant Assassin

W.A.R.P. The Reluctant Assassin  (PT-br: P.R.A.T.A: Um Assassino Relutante) é um romance de Eoin Colfer publicado no Brasil pela Editora Galera Record em 2014, sendo o primeiro livro da trilogia P.R.A.T.A., e seguido por W.A.R.P. The Hangman's Revolution (P.R.A.T.A: A Revolução do Carrasco) e W.A.R.P. The Forever Man. Os três principais personagens dessa história são Riley, de 14 anos, Chevie, de 17, e Garrick, muito velho. Riley e Chevie são dois amigos que se conheceram quando Riley (que é vitoriana), viaja no tempo via cápsula para ficar o mais longe possível de Garrick, o assassino, que também viaja no tempo para caçar Riley. 

## Sinopse[2][3]
Chevron Savano é uma órfã de 17 anos que encontrou no FBI não só sua vocação, mas uma nova família. O livro inicia quando Chevie é transferida para o P.R.A.T.A. (Programa de Relocação de Testemunhas Anônimas) em Londres e seu novo trabalho é  ficar de olho em uma máquina inativa a mais de uma década. Um dia, surpreendentemente, a máquina misteriosa funciona e um homem estranho e um menino surgem do nada. 
O menino se chama Riley, e é um órfão da Inglaterra Vitoriana que foi criado por Garrick, um mágico e assassino de aluguel. Garrick preparou Riley para seguir seus passos sangrentos, mas logo no começo, o garoto reluta. Chevie resolve ajudar Riley, e como consequência, precisam fugir de Garrick. 

## Recepção[2]
Ana Luiza Ferreira, no site Mademoiselle Loves Books escreveu: 
"Tinha boas expectativas para O Assassino Relutante, primeiro volume da Trilogia P.R.A.T.A, mas acabei sendo surpreendida e cativada pela obra logo no início. Apesar de ser um livro juvenil, O Assassino Relutante não tem nada de infantil e agrada perfeitamente o público mais velho ao oferecer um suspense extremamente bem construído e uma história recheada de emoção, lutas, sangue e pitadas de ironia. A trama foi muito bem bolada e traz tensão do início ao fim. A sensação ao ler O Assassino Relutante é de estar assistindo a um bom filme de ação com agentes secretos, uma espécie de 007 feito para os jovens de hoje. A narrativa em terceira pessoa de Colfer flui com extrema rapidez e prende o leitor. Algo que adorei foi o narrador onisciente, que entra na cabeça dos personagens e nos mostra seus pensamentos. Todos os personagens me cativaram e surpreenderam, desde os mocinhos aos vilões."

## Ligações Externas
https://www.mademoisellelovesbooks.com/2019/04/12-livros-sobre-viagem-no-tempo.html.